# نفتگیر ساختمانی

طرح یک نفتگیر بر روی خط شکستگی

نفتگیر ساختمانی (انگلیسی: Structural trap) یا تله‌های نفت‌گیر ساختمانی، در زمین‌شناسی نفت به گونه‌ای از نفتگیرهای اطلاق می‌شود، که پس از تشکیل لایه‌ها ایجاد شده و حاصل تحولات ساختمانی بعد از رسوب‌گذاری لایه‌های متشکله مخزن است. نفتگیرهای ساختمانی حاصل دو پدیده چین خوردگی و گسل خوردگی است. 
نفتگیر را می‌توان ظرفی در زیر زمین در نظر گرفت، که نفت و سیالات در آن محبوس شده و پوش سنگ، مانع از حرکت آن در طول زمان، به سمت بالاتر شده‌است. نفتگیرها در مجموع به سه دسته؛ ساختمانی، چینه‌ای و مختلط تقسیم‌بندی می‌شوند. اغلب مخازن هیدروکربوری زیرزمینی، در نفتگیرهای ساختمانی طاقدیسی وجود داشته‌اند، که در اثر چین‌خوردگی به وجود آمده‌اند.